# 288 Glauke
Glauke /ˈɡlɔːkiː/ (định danh hành tinh vi hình: 288 Glauke) là một tiểu hành tinh ở vành đai chính. Ngày 20 tháng 2 năm 1890, nhà thiên văn học người Đức Karl T. R. Luther phát hiện tiểu hành tinh Glauke khi ông thực hiện quan sát ở Đài quan sát Düsseldorf-Bilk và đặt tên nó theo tên Glauke, con gái của Creon trong thần thoại Hy Lạp. Đây là tiểu hành tinh cuối cùng do Robert Luther phát hiện.
Glauke có một chu kỳ quay đặc biệt chậm, khoảng 1.200 giờ (50 ngày). Điều này làm nó trở thành vật thể không-phải-hành-tinh có vòng quay chậm nhất trong Hệ Mặt Trời. Sự quay vòng được cho là một sự nhào lộn (tumbling), tương tự như tiểu hành tinh gần Trái Đất 4179 Toutatis.